# 1996 XJ15
1996 XJ15 är en asteroid i huvudbältet som upptäcktes den 10 december 1996 av Beijing Schmidt CCD Asteroid Program vid Xinglong-observatoriet.
Asteroiden har en diameter på ungefär 3 kilometer.